# Zamek Grodziec
Zamek Grodziec (niem.  Gröditzburg) –  zabytkowy zamek położony w pobliżu wsi Grodziec, w gminie Zagrodno, powiecie złotoryjskim, województwie dolnośląskim, na szczycie wzniesienia o tej samej nazwie. 
Późnogotycki zamek został wybudowany na bazaltowym, powulkanicznym, stromym wzgórzu na wysokości 389 m n.p.m. Dnia 11 maja 1951 roku pod numerem A/3515/279, zamek został wpisany do rejestru zabytków Narodowego Instytutu Dziedzictwa. Przy zamku przebiega  Szlak Zamków Piastowskich.

## Historia zamku
Pierwsze wzmianki o średniowiecznym zamku pochodzą z 1155 i 1175 roku. Był to gród obronny Bobrzan. W 1175 roku Grodziec wraz z zamkiem był własnością księcia Bolesława I Wysokiego. Kolejnym właścicielem zamku został książę świdnicko-jaworski Bolko I, który rozbudował swoją siedzibę w latach 1296-1301. Następnymi właścicielami byli: książę Bolesław III Rozrzutny, rycerz Budziwój z Niedźwiedzic i Chojnowa, książę legnicki Fryderyk I i książę legnicki Fryderyk II. Wówczas zamek został ponownie rozbudowany, a głównym materiałem zastosowanym w rozbudowie był kamień. Budowla została wówczas wzniesiona na planie sześciokąta z basztami w narożnikach i czteroboczną wieżą. W okresie wojen husyckich budowla została zdobyta i splądrowana przez oddziały husytów. Na początku XVI wieku po północno-zachodniej stronie założenia powstał nowy budynek, tzw. palatium. W czasie, gdy właścicielem był Fryderyk I, zamek stał się dość potężną warownią murowaną na wzór zamku legnickiego. Od 1522 roku do 1524 roku miała miejsce kolejna rozbudowa zamku w stylu renesansowym, gdzie po stronie północnej i południowej wzniesiono kolejne dwie baszty. Pracami wówczas kierował Wendelin Rosskopf ze Zgorzelca. W II połowie XVI wieku dzierżawcą Grodźca był Leonard von Skopp, a następnie swoją siedzibę miał tutaj Henryk XI.
W czasach wojny 30-letniej, we wrześniu 1633 roku, spora część zamku została zniszczona przez pożar, w kolejnych latach stając się coraz większą ruiną. W latach 1633–1672 przeprowadzono częściowy remont. W 1675 roku zamek staje się własnością cesarza Leopolda I, a ten 5 lat później oddaje go w zastaw hrabiemu Walterowi von Gallas. Kolejnym właścicielem został w 1700 roku baron Hans von Frankenberg, a w 1749 roku feldmarszałek hrabia Fryderyk Leopold von Gessler. Od 1800 roku właścicielem zamku był hrabia Hans Heinrich VI von Hochberg z Książa i Mieroszowa. Za jego czasów w zamku podjęto prace remontowe. Odbudowano m.in. część palatium, niektóre sale zapełniono pamiątkami i udostępniono turystom do zwiedzania. 
W tamtym czasie zamek uchodził za pierwszy w Europie zabytek specjalnie przystosowany do celów turystycznych. W 1823 roku zamek znalazł się w posiadaniu Wilhelma Chrystian Benecke z Berlina.  
W 1899 roku majątek zakupił Willibald von Dirksen. Po nobilitacji na szlachcica, właściciel postanowił odbudować zamek, w związku z czym w 1906 roku zlecił badania i sporządzenie projektu słynnemu architektowi Bodo  Ebhardtowi, który ten realizował przez następne dwa lata. Po badaniach postanowiono nie rekonstruować całej budowli. W formie trwałej ruiny zachowano donjon, południowo--wschodnie mury wraz z sąsiadującą z nimi zabudową, a także pozostałości obiektów usytuowanych na zamku dolnym. Pierwsze prace przeprowadzono w palatium, które zabezpieczono przez wykonanie nowego dachu. Choć pierwotnie zadaszenie było dwuspadowe, Bodo Ebhardt postanowił odbudować je w formie czterospadowej. Zbudowano całkowicie na nowo także bramy na zamek i mury obwodowe z gankami. 
Ostatnim właścicielem zamku był Herbert von Dirksen, nazistowski polityk i zaufany współpracownik Hitlera. W latach 1939–1945 często przebywał on w Grodźcu, także w ostatnich miesiącach wojny. Po schwytaniu został najpierw przesłuchany przez Sowietów, a następnie zabrany przez niemieckich oficerów za linię frontu, skąd przedostał się w głąb Rzeszy. 
W 1945 roku w zamku znajdowały się eksponaty z wrocławskich muzeów oraz z berlińskiej Biblioteki Państwowej. W latach 60. XX wieku zamek był własnością Starostwa Powiatowego w Złotoryi. W 1978 roku należał do gminy Złotoryja, a obecnie dzierżawcą zamku jest Zenon Bernacki.
W latach 2004–2005 był miejscem realizacji filmów przez telewizje: szwedzką, francuską, belgijską oraz rosyjską. 
Na zamku odbywają się również regionalne i międzynarodowe imprezy:
- Legnicko-Brzeski Turniej Rycerski o Srebrny Pierścień Kasztelana,
- Międzynarodowe Biesiady Zespołów Kresowych,
- Śląskie Święto Pieśni,
- Agroturystyczne Święto Wina i Miodu Pitnego[6][9],
- The Witcher School, edycja polska larpa osadzonego w świecie wiedźmina[10].

## Architektura zamku

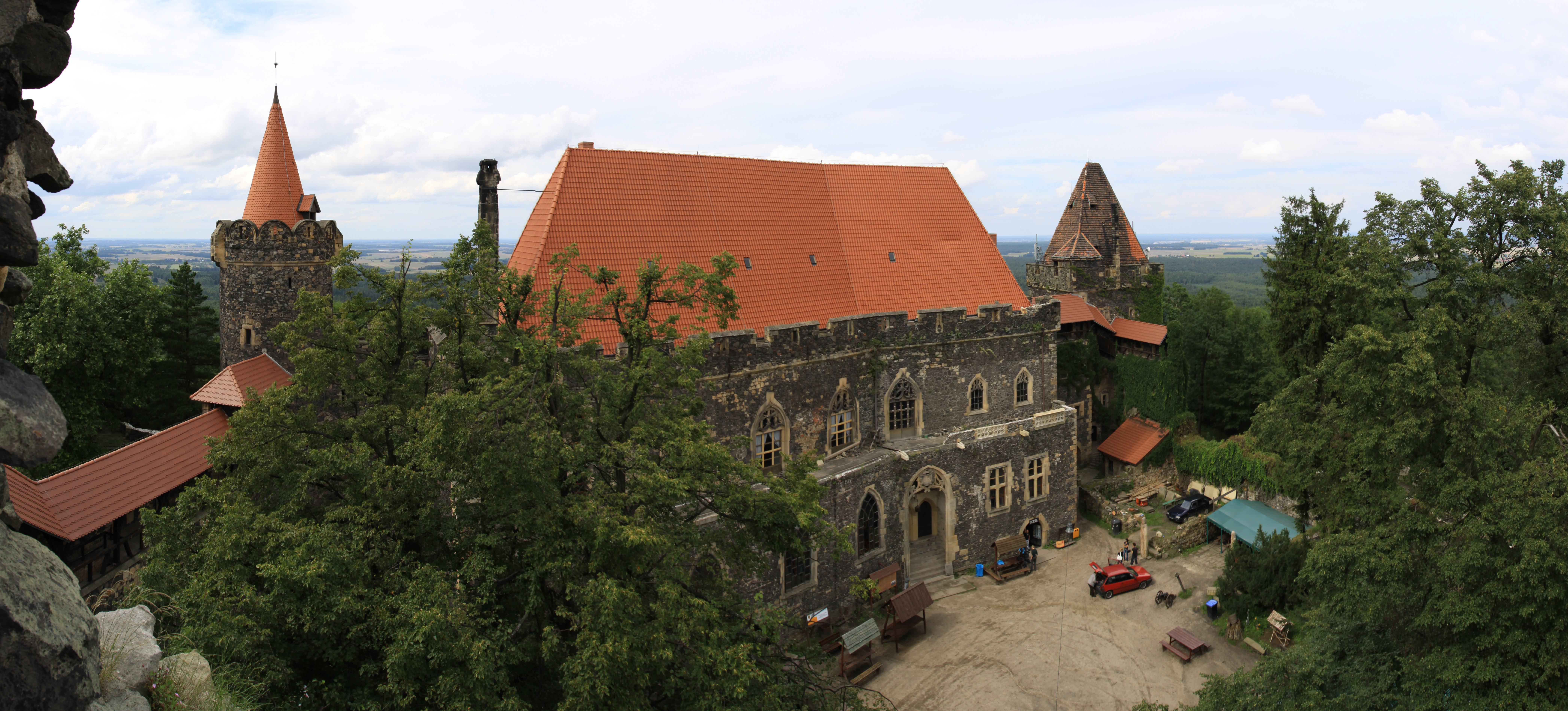
Palatium z herbem Śląska i datą 1907 nad wejściem

Obecnie zespół składa się z zamku górnego oraz przedzamcza o wymiarach 270x140 metrów. Zabudowa zamku górnego tworzy nieregularny sześciobok, w którym elementami dominującymi są: pałac główny (tzw. palatium), wieża północna i w południowej stronie potężny donżon. Palatium załamane jest pod kątem 30 stopni i jest jedną z nielicznych na Śląsku zachowanych książęcych siedzib. Charakteryzuje się ono różną grubością murów: u podstawy mierzy on 5 metrów, a na pierwszym piętrze 2 metry. Donżon zbudowany został na planie kwadratu o podstawie 16 metrów, a jego wysokość przekracza 26 metrów, na które składa się sześć kondygnacji. Druga, mniejsza wieża, zwana jest "Starą". Wieńczy ją czterospadowy dach, u podstawy którego prowadzi ganek obronny z prostokątnymi blankami i otworami strzelniczymi. Komunikacja między wieżami a palatium odbywała się poprzez drewniane tarasy i zbudowane na murach ganki. Obronność założenia zwiększają wysunięte basteje i kaponiery. Dodatkowo bezpieczeństwo zamku zapewnia flankowane wieżyczkami przedzamcze.
Zamek główny składa się z dwóch kondygnacji. W niższej znajduje się zbiornik z wodą pitną i piwnice, w których dawniej były piwiarnia, spiżarnia oraz jadalnia dla służby. 
Na parterze dawniej były pokoje gościnne, natomiast po przebudowie znajdowała się tutaj gospoda dla podróżnych i kuchnia. Na tej kondygnacji znajdują się ponadto dwa pomieszczenia: 
- większe zwane „Wielką Salą”,
- mniejsze z gotyckim kominkiem, ozdobione przez stwory podobne do lwów.

Pierwsze i drugie piętro pełniły funkcje rezydencjalne, o czym świadczą otwory okienne, dawniej ozdobione witrażami. W północnej części drugiego piętra znajduje się kaplica, sąsiadująca z „Salą Rycerską” (najbardziej reprezentacyjna komnata na zamku). Z „Sali Rycerskiej” do sąsiednich pokoi prowadzą gotyckie portale. W komnatach tych były dawniej pomieszczenia księżnej i jej dworu. Najwyższy poziom pałacu zajmuje blankowany ganek obronny.

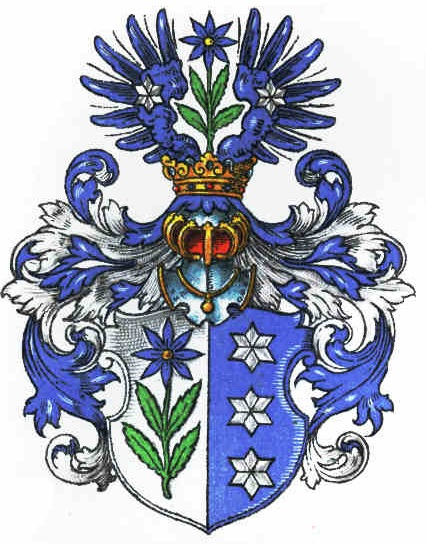
Herb von Dirksen
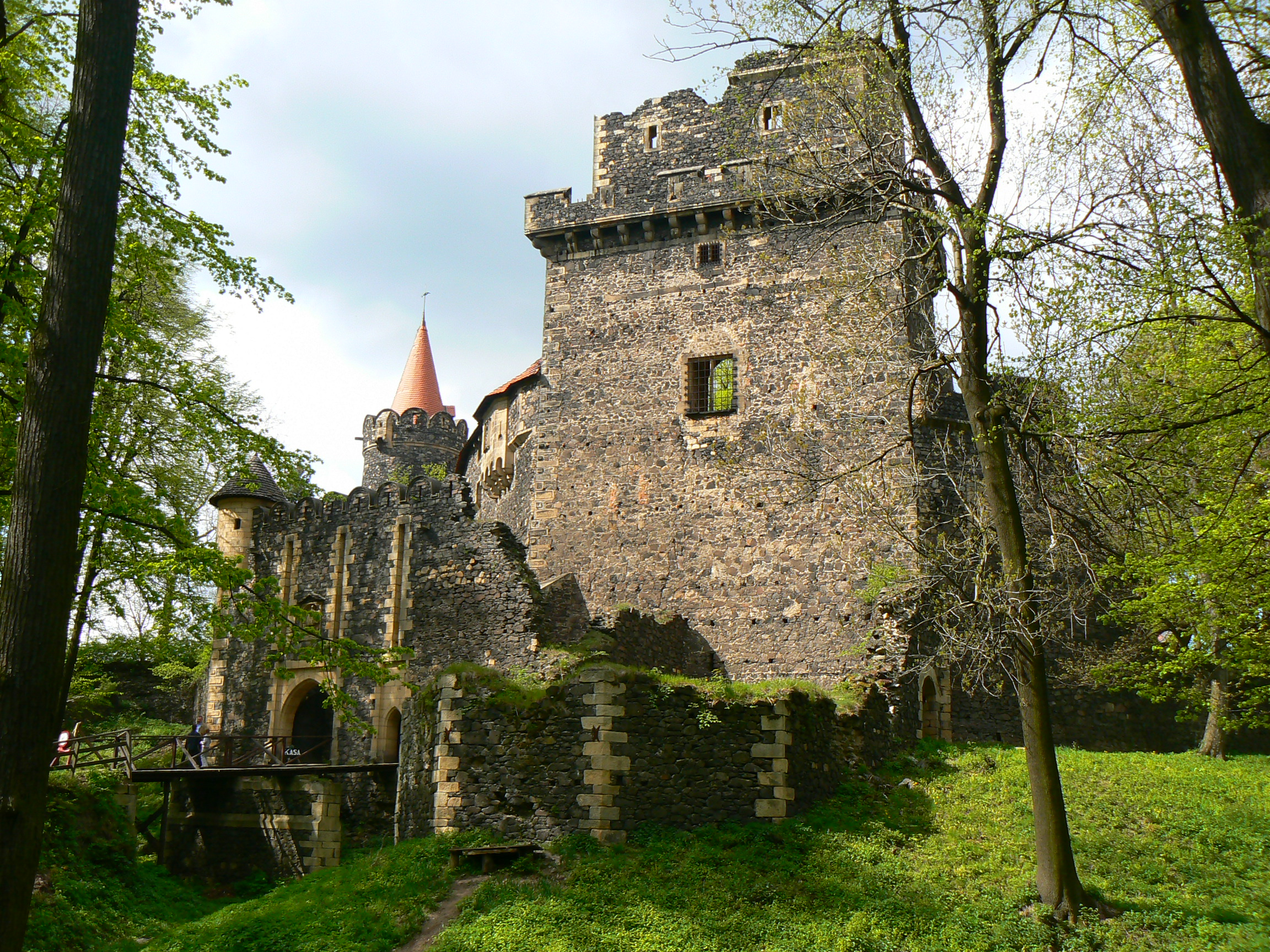
Widok zamku
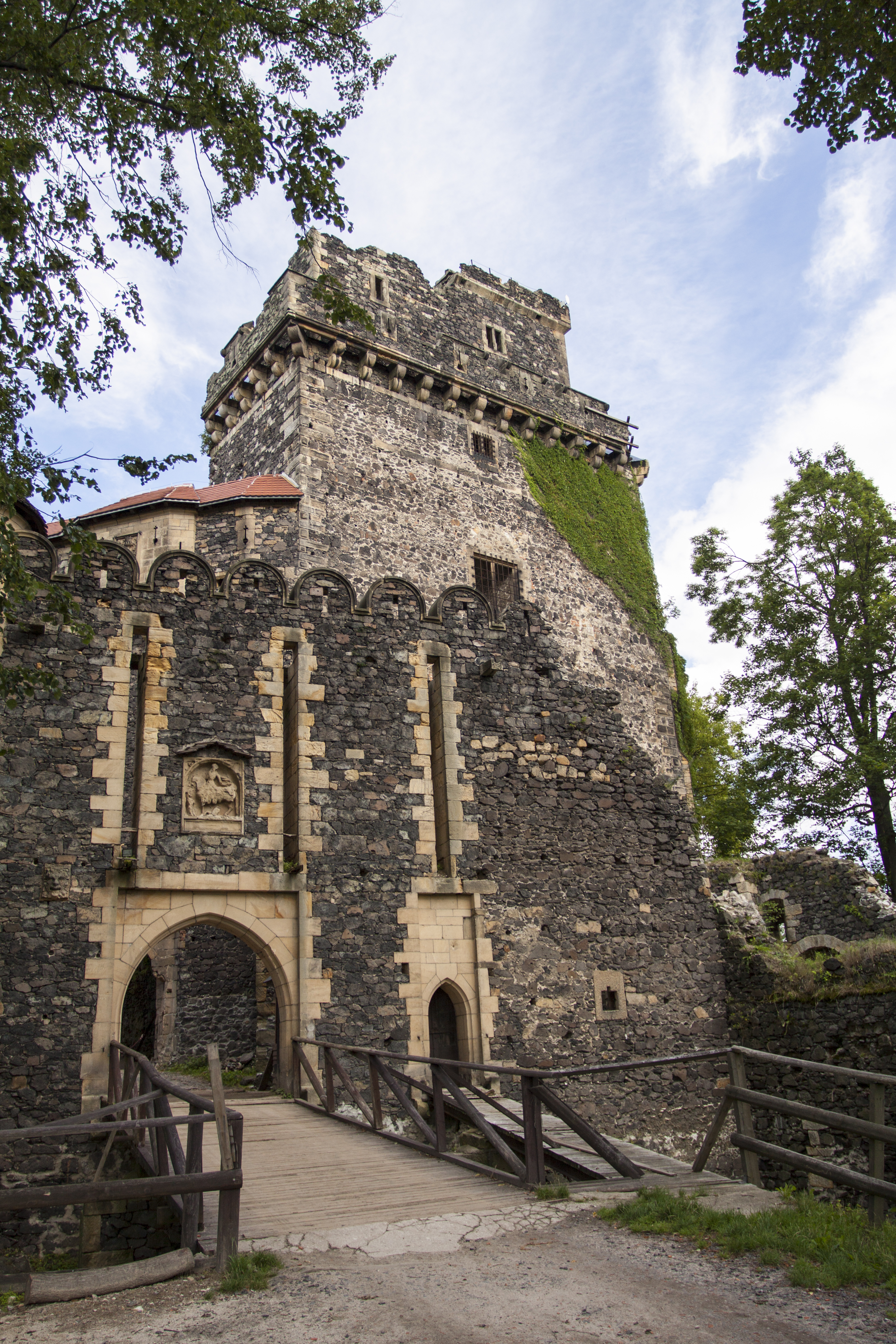
Brama zamkowa
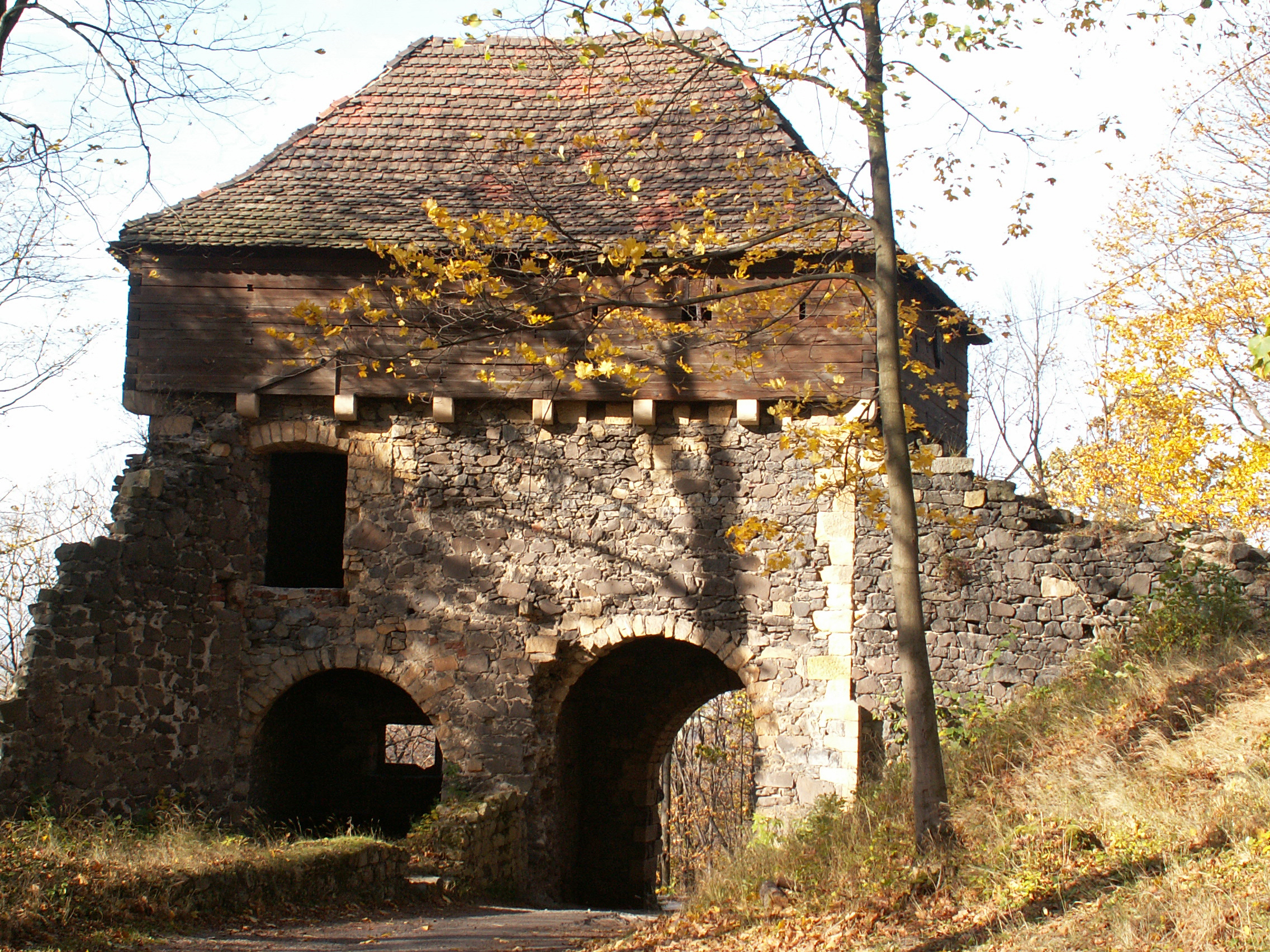
Pierwsza brama
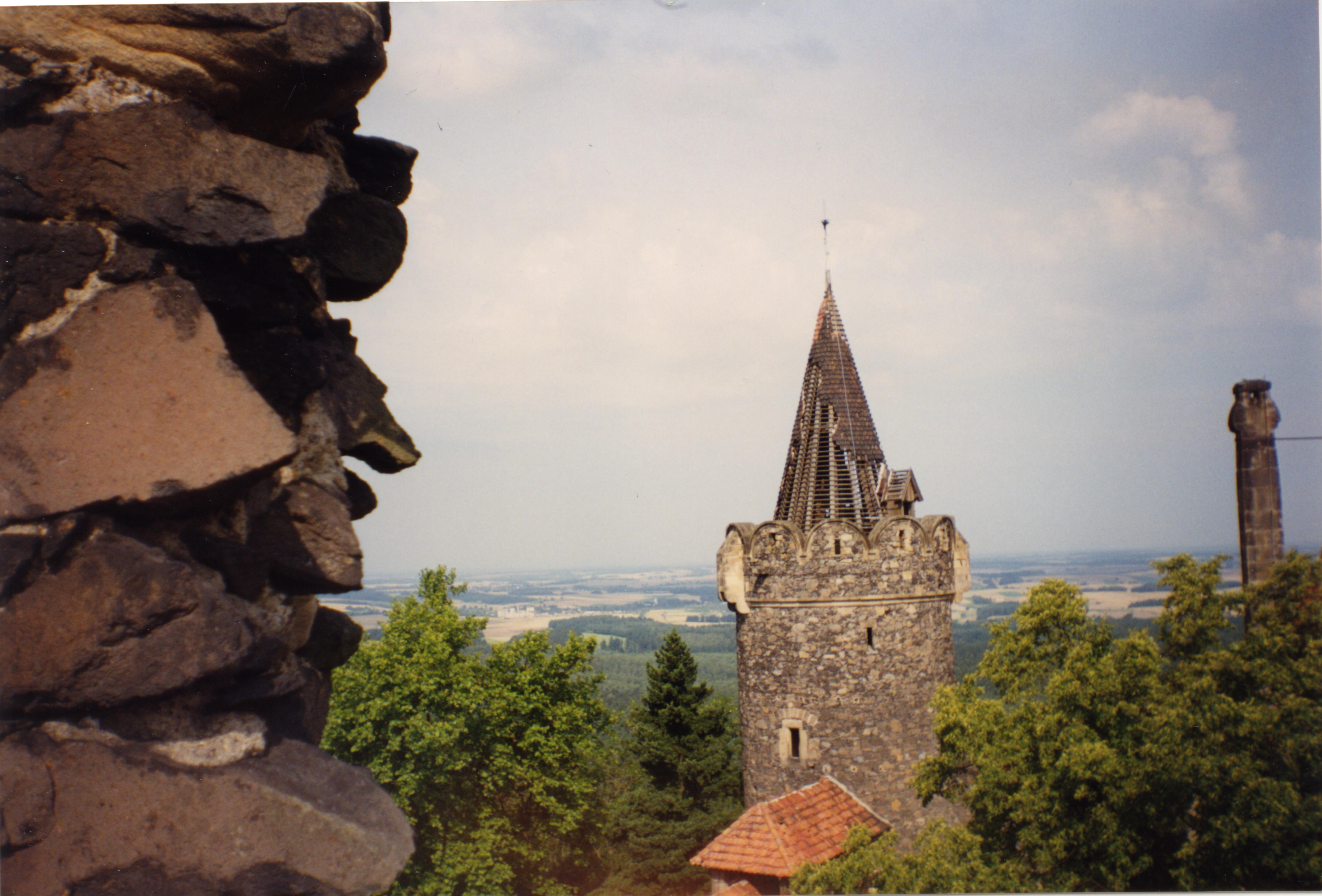
Widok z wieży widokowej
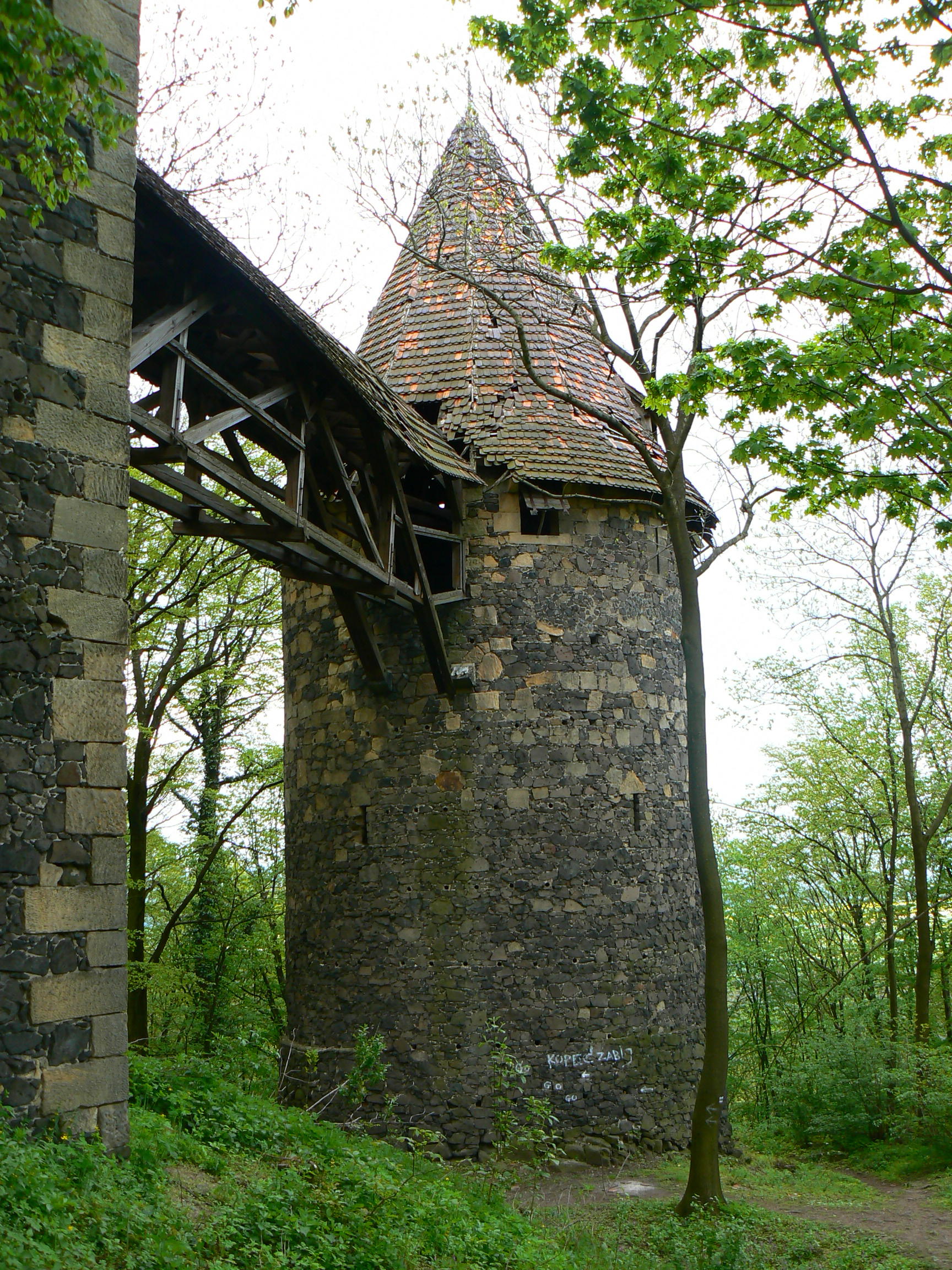
Stołp
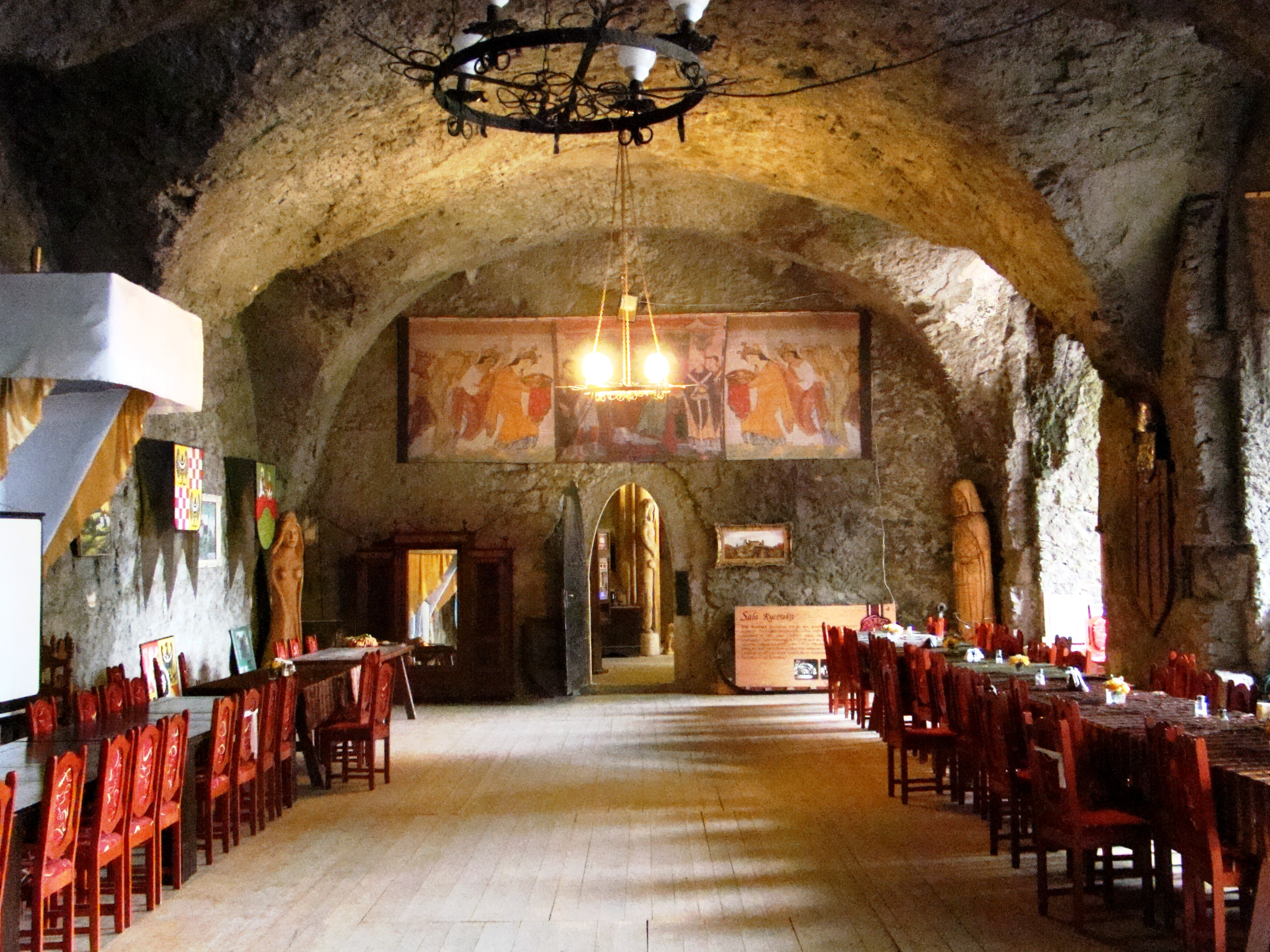
Sala zamku